# 1971年の南海ホークス
1971年の南海ホークスでは、1971年の南海ホークスの動向をまとめる。
この年の南海ホークスは、野村克也選手兼任監督の2年目のシーズンである。

## 概要
野村監督2年目のチームは前年まで投手陣の柱だった杉浦忠が引退したこともあり、投手陣の弱体化が懸念された。5年ぶりの優勝が期待されたチームは開幕から打撃陣が絶好調で、4月は首位の近鉄に次ぐ2位につけたが、5月以降は前年Bクラスの阪急が首位を奪取すると苦しい戦いが続いた。チームは6月以降近鉄との3位争いに終始したが、西岡三四郎や門田博光ら若手の活躍もむなしく最後は近鉄に引き離され、優勝の阪急に22.5ゲーム差を付けられて2年ぶりのBクラスに終わった。杉浦が引退した投手陣では西岡や三浦清弘・村上雅則などがそれなりの成績を収めたが、2年目の佐藤道郎は相手にマークされたこともあり成績が低下したこともあり、チーム防御率が4.27まで転落した。打撃陣では2年目の門田が前年から成績を伸ばして打点王のタイトルを獲得し、野村や来日2年目のクラレンス・ジョーンズもそれなりの成績を収め、156本塁打はリーグ3位と健闘した。シーズン終了後、ベテラン皆川睦雄が杉浦の後を追うように引退した。

## チーム成績

### レギュラーシーズン
| 1 | 三 | 富田勝     |
| 2 | 中 | 広瀬叔功   |
| 3 | 右 | 門田博光   |
| 4 | 捕 | 野村克也   |
| 5 | 一 | ジョーンズ |
| 6 | 左 | 島野育夫   |
| 7 | 遊 | 藤原満     |
| 8 | 二 | 桜井輝秀   |
| 9 | 投 | 西岡三四郎 |

| 順位 | 4月終了時 | 4月終了時 | 5月終了時 | 5月終了時 | 6月終了時 | 6月終了時 | 7月終了時 | 7月終了時 | 8月終了時 | 8月終了時 | 最終成績 | 最終成績 |
| ---- | --------- | --------- | --------- | --------- | --------- | --------- | --------- | --------- | --------- | --------- | -------- | -------- |
| 1位  | 近鉄      | --        | 阪急      | --        | 阪急      | --        | 阪急      | --        | 阪急      | --        | 阪急     | --       |
| 2位  | 阪急      | 0.5       | ロッテ    | 2.5       | ロッテ    | 6.5       | ロッテ    | 1.0       | ロッテ    | 3.5       | ロッテ   | 3.5      |
| 3位  | 西鉄      | 1.0       | 近鉄      | 6.5       | 近鉄      | 14.0      | 近鉄      | 15.0      | 近鉄      | 15.5      | 近鉄     | 18.0     |
| 4位  | 南海      | 1.5       | 南海      | 12.0      | 南海      | 17.0      | 南海      | 14.5      | 南海      | 16.5      | 南海     | 22.5     |
| 5位  | ロッテ    | 2.0       | 東映      | 13.5      | 東映      | 21.0      | 東映      | 24.0      | 東映      | 28.0      | 東映     | 35.5     |
| 6位  | 東映      | 7.0       | 西鉄      | 13.5      | 西鉄      | 24.5      | 西鉄      | 26.5      | 西鉄      | 32.5      | 西鉄     | 43.5     |

| 順位 | 球団             | 勝 | 敗 | 分 | 勝率 | 差   |
| 1位  | 阪急ブレーブス   | 80 | 39 | 11 | .672 | 優勝 |
| 2位  | ロッテオリオンズ | 80 | 46 | 4  | .635 | 3.5  |
| 3位  | 近鉄バファローズ | 65 | 60 | 5  | .520 | 18.0 |
| 4位  | 南海ホークス     | 61 | 65 | 4  | .484 | 22.5 |
| 5位  | 東映フライヤーズ | 44 | 74 | 12 | .373 | 35.5 |
| 6位  | 西鉄ライオンズ   | 38 | 84 | 8  | .311 | 43.5 |

## オールスターゲーム1971
| コーチ     | 野村克也 |          |        |
| ファン投票 | 野村克也 | 島本講平 | 高橋博 |
| 監督推薦   | 村上雅則 |          |        |

- 取り消し線は出場辞退

## できごと
- 3月25日 - 前年限りで引退した杉浦忠の引退試合が行われる。対戦相手は杉浦の立教大学時代の僚友・長嶋茂雄が所属する読売ジャイアンツ（球場 - 大阪スタヂアム）。5回終了後、試合には関係ない特別回を設け、杉浦と長嶋の対決が行われる。

## 表彰選手
| リーグ・リーダー | リーグ・リーダー | リーグ・リーダー | リーグ・リーダー |
| 選手名           | タイトル         | 成績             | 回数             |
| ---------------- | ---------------- | ---------------- | ---------------- |
| 門田博光         | 打点王           | 120打点          | 初受賞           |

| ベストナイン | ベストナイン | ベストナイン  |
| 選手名       | ポジション   | 回数          |
| ------------ | ------------ | ------------- |
| 野村克也     | 捕手         | 2年連続15度目 |
| 門田博光     | 外野手       | 初受賞        |

## ドラフト
| 順位 | 選手名   | ポジション | 所属         | 結果                   |
| ---- | -------- | ---------- | ------------ | ---------------------- |
| 1位  | 野崎恒男 | 投手       | 富士重工業   | 入団                   |
| 2位  | 飯山正樹 | 投手       | 北川工業高   | 入団                   |
| 3位  | 定岡智秋 | 内野手     | 鹿児島実業高 | 入団                   |
| 4位  | 片平伸作 | 内野手     | 東京農業大学 | 入団                   |
| 5位  | 鶴崎茂樹 | 内野手     | 筑紫工業高   | 入団                   |
| 6位  | 山本雅夫 | 外野手     | 育英高       | 入団                   |
| 7位  | 土屋明生 | 投手       | 関西学院大学 | 拒否・三菱重工三原入社 |
| 8位  | 慶野茂   | 外野手     | 甲府工業高   | 拒否・電電関東入社     |
| 9位  | 林正広   | 内野手     | 住友金属     | 拒否                   |